# Osea (re)
Osea (o Hosea; fl. VIII secolo a.C.), figlio di Ela (non l'omonimo re), fu l'ultimo re di Israele e regnò per nove anni, dal 732 a.C. al 724 a.C.
La Bibbia narra del suo regno in 2 Re 17,1-6, riferendo che il re assiro Salmanassar marciò contro di lui, lo rese suo vassallo e, dopo averne smascherato una congiura, lo rese prigioniero e ne occupò il paese, deportando gli israeliti in Assiria.